# Dag Hammarskjölds väg, Uppsala

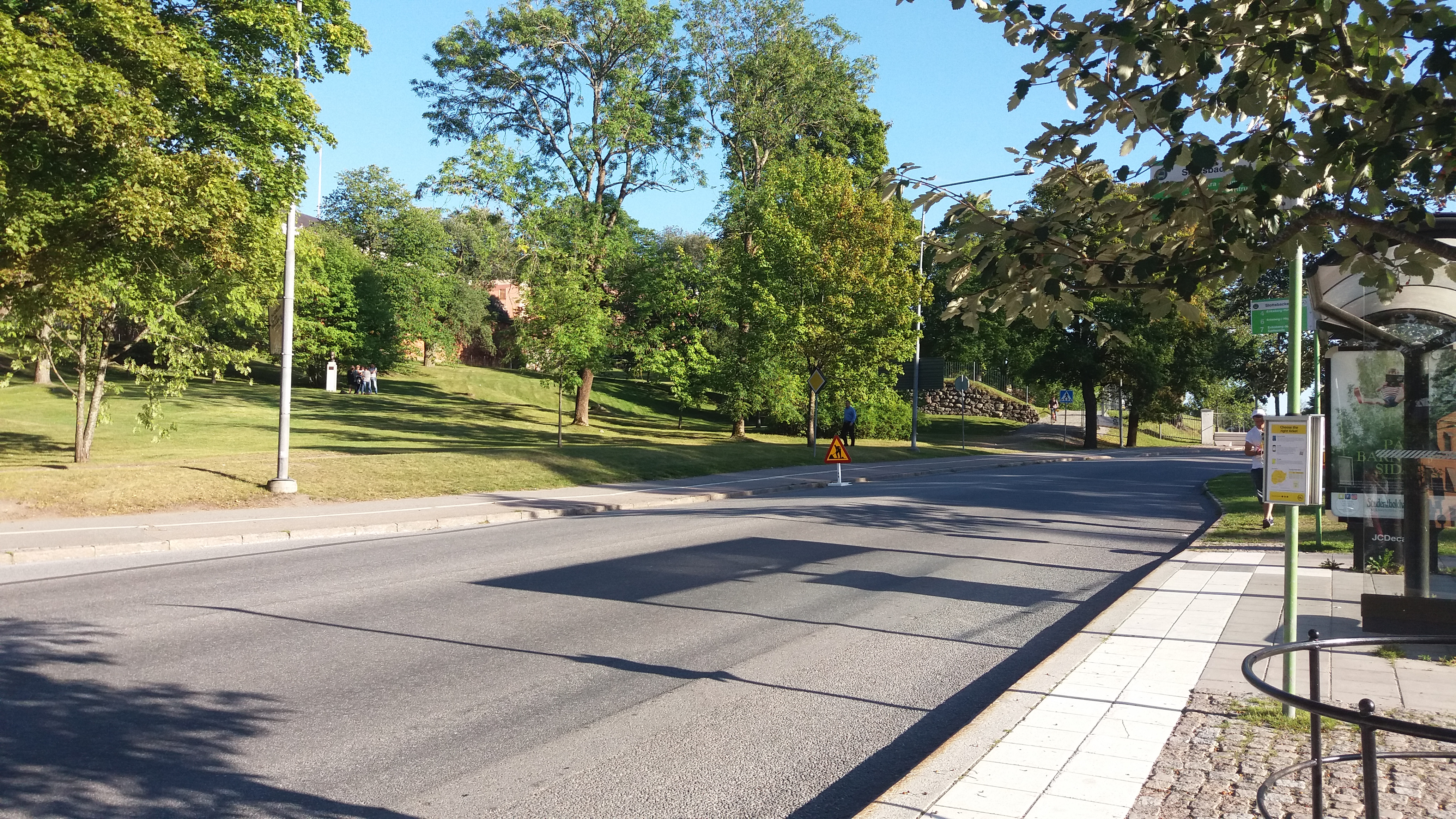
Dag Hammarskjölds väg, Uppsala.

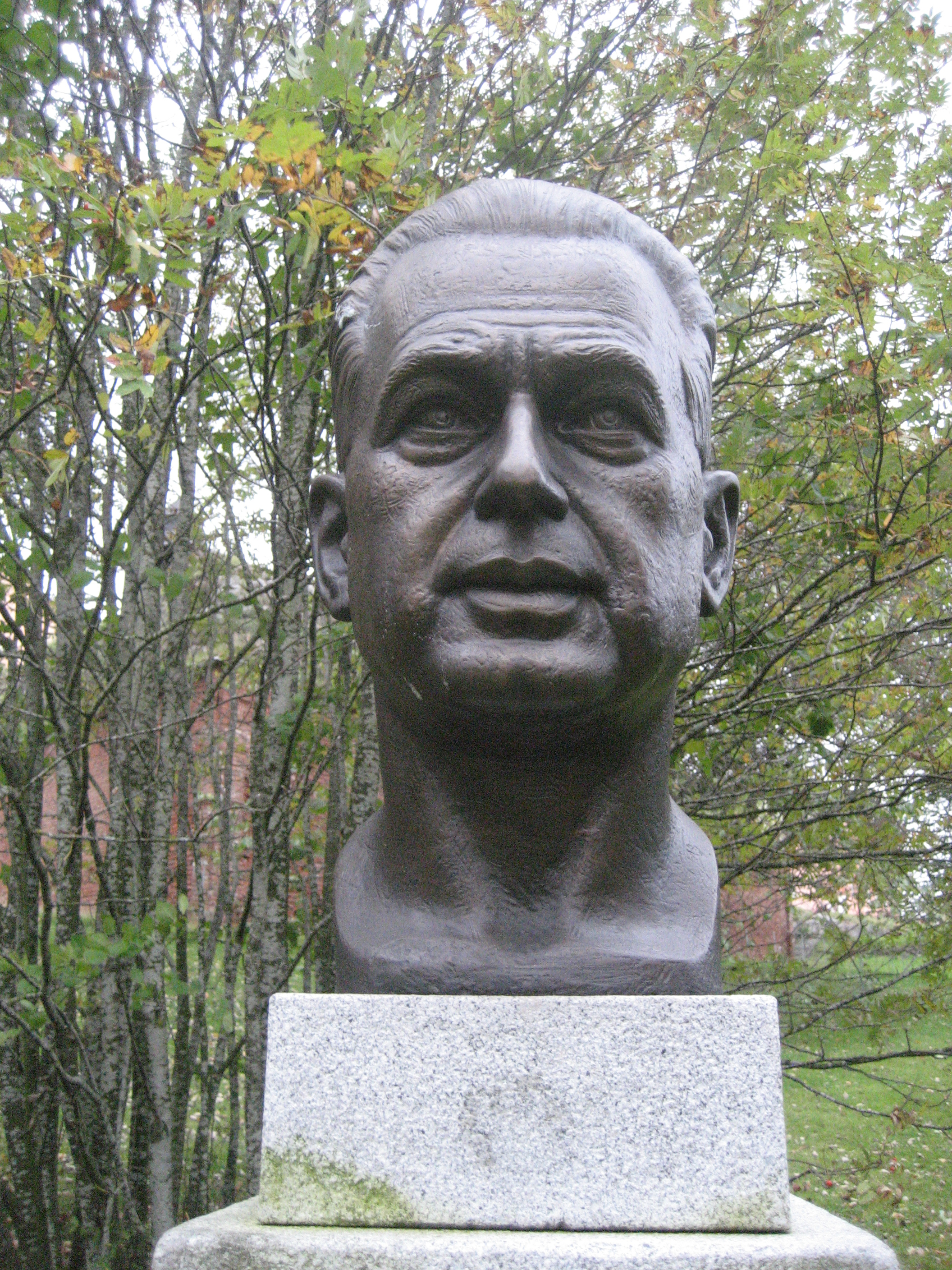
Byst av Dag Hammarskjöld (Slottsparken).

Dag Hammarskjölds väg är en närmast spikrak, cirka 7 kilometer lång väg i Uppsala, och en del av länsväg C 602. Vägen utgår från Carolina Rediviva, där den ansluter till Övre Slottsgatan och Drottninggatan (Carolinabacken). Den passerar strax väster om Uppsala slott och Akademiska sjukhuset, korsar Kungsängsleden och fortsätter därefter till Sunnersta och Flottsund för att sedan sluta strax efter Flottsundsbron som är en svängbro. Därvid möter den länsväg 255, som var en del av E4 fram till 1972. 
Vägens sträckning kom till redan på 1600-talet. Sverige hade blivit en stormakt, staden planerades och byggdes om för att vara mer representativ och imponerande inför drottning Kristinas kröning. Fram till 1960 var Dag Hammarskjölds väg en del av Rikstretton, en av E4:ans föregångare. 
Dag Hammarskjölds väg fick sitt namn 1963 och hette fram till det Stockholmsvägen. Vägen var före 1960 Uppsalas stora infartsled söderifrån och även den nordligaste delen av den gamla Kungsvägen mellan Stockholm och Uppsala. Namnbytet skedde efter att vägens funktion som huvudsaklig infartsled söderifrån hade ersatts av andra vägar, och gjordes för att hylla Dag Hammarskjöld som omkommit i en flygolycka 1961.
Dag Hammarskjölds väg är fortfarande en viktig led genom Uppsala, och är idag hårt trafikerad mellan centrum och stadens sydligare delar, såsom Sunnersta, Graneberg och Ultuna samt till stor del även Gottsunda och Valsätra. Vägen är också en viktig förbindelse från västra Uppsala till Kungsängsleden, som i sin tur ansluter till nuvarande motorvägen E4.
Under år 2024 inleddes arbeten med att anlägga spårväg i Dag Hammarskjölds väg.